# Carolina João
Carolina Alves da Silva João (Lisboa, 1 de marzo de 1997) es una deportista portuguesa que compite en vela en la clase 470. Ganó una medalla de plata en el Campeonato Europeo de 470 de 2024.

## Palmarés internacional
| \| Campeonato Europeo \| Campeonato Europeo \| Campeonato Europeo \| Campeonato Europeo \| \| Año \| Lugar \| Medalla \| Clase \| \| ------------------ \| ------------------ \| ------------------ \| ------------------ \| \| 2024 \| Cannes (Francia) \| Medalla de plata \| 470 mixto \| |                  |                  |           |
| Campeonato Europeo |                  |                  |           |
| Año | Lugar            | Medalla          | Clase     |
| 2024 | Cannes (Francia) | Medalla de plata | 470 mixto |